# 库普兰之墓
《库普兰之墓》（法語：Le Tombeau de Couperin）是法国作曲家拉威尔于1914年至1917年间创作的组曲，一共以六首钢琴曲组成。作曲家亦親自為本曲作管弦樂配器，完成於1919年。
本曲的结构以法国巴洛克舞曲为大纲，并分别悼念拉威尔在第一次世界大战中战死的友人。

## 背景
拉威尔将组曲取名“库普兰之輓歌”，既然是樂曲不宜稱為库普兰之墓, 輓歌是引用法国17世纪的音乐术语“Tombeau”（法文原意為墓碑，由此發展而形成的樂種，Tombeau輓歌），指“纪念死者的樂曲”。组曲的音乐风格是为了纪念法国巴洛克舞曲的曲风。
创作时期正值第一次世界大战，拉威尔用此輓歌紀念在戰爭中逝去的軍人朋友，用法國音樂的輕對抗或反思日耳曼音樂的重。面对指责他的“輓樂”不够沉重的批评，拉威尔回答：“战死者永恒的沉默，已经足够悲伤了。”

## 分析
組曲共含以下六首：
| I   | Prélude （前奏曲）       | Vif （明亮的）                  | 12/16 | = 92  | E小調              | 為了紀念First Lieutenant Jacques Charlot（鋼琴獨奏作品《鵝媽媽》的抄錄者）                 |
| II  | Fugue （賦格曲）         | Allegro moderato （中庸的快板） | 4/4   | = 84  | E小調              | 為了紀念Second Lieutenant Jean Cruppi（拉威爾曾為其母作L'heure espagnole）                 |
| III | Forlane （福爾蘭那舞曲） | Allegretto （稍快板）           | 6/8   | = 96  | E小調              | 為了紀念First Lieutenant Gabriel Deluc（一位來自圣让德吕兹的巴斯克風格的畫家）             |
| IV  | Rigaudon （梨高冬舞曲）  | Assez vif （活躍的）            | 2/4   | n/a   | C大調              | 為了紀念Pierre Gaudin與Pascal Gaudin（兄弟，是拉威爾的童年玩伴，在1914年11月的炮轟中過世） |
| V   | Menuet （小步舞曲）      | Allegro moderato （中庸的快板） | 3/4   | = 92  | G大調              | 為了紀念Jean Dreyfus（拉威爾曾在重新恢復軍人身分後在他家療養）                             |
| VI  | Toccata （觸技曲）       | Vif （明亮的）                  | 2/4   | = 144 | 結束於E大調的E小調 | 為了紀念約瑟夫·德·馬利亞夫上尉（音樂學家，並是瑪格麗特·朗的丈夫）                          |

## 外部連結

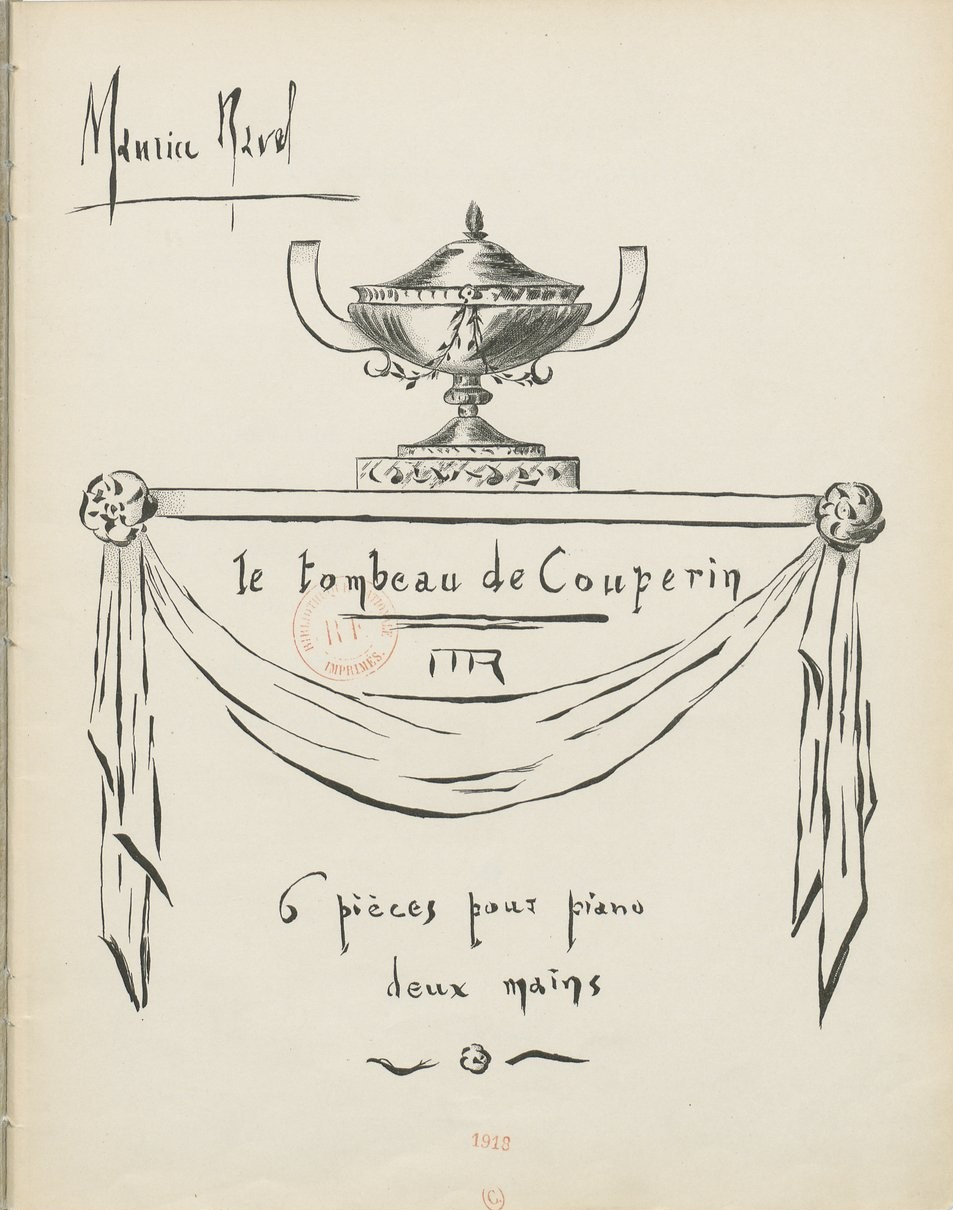

- Le Tombeau de Couperin：国际乐谱典藏计划上的乐谱
- Le Tombeau de Couperin （页面存档备份，存于） - free complete recording at The Piano Society
- Le Tombeau de Couperin （页面存档备份，存于） at maurice-ravel.net
- Listen to Toccata from Le Tombeau de Couperin （页面存档备份，存于） orchestrated by Kenneth Hesketh
- Youtube: Orchestration of the Fugue and Toccata by Jack M. Jarrett (1982)
- Youtube: Jazz arrangement of the Prelude （页面存档备份，存于） by Tamir Hendelman (piano), Marco Panascia (bass), Lewis Nash (drums) (2010)